# Circles (chanson des Who)
Pour les articles homonymes, voir Circles.
Pistes de My Generation
The Ox I Can't Explain
Circles est une chanson du groupe britannique The Who, parue en 1966. On peut trouver ce titre sur les titres bonus de l'album My Generation.

## Genèse et enregistrement
Cette chanson a été enregistrée le 15 janvier 1966 aux studios IBC de Londres.

## Disponibilité
Ce titre aurait dû paraître en single sur Brunswick records, avec l'inédit Instant Party Mixture en face B. Cependant, il fut retiré lorsqu'il apparut que les Who allaient rompre leur contrat avec Shel Talmy. Il apparut finalement comme la face B de A Legal Matter en Europe où il fut renommé Instant Party, et conserva ce titre lorsqu'il apparut en dernière piste de la version américaine de l'album My Generation.
D'autre part, la version parue sur les bonus de l'édition deluxe de My Generation ne comporte pas la piste de cuivres.

## Caractéristiques artistiques
Il s'agit d'un titre pop-rock à l'ambiance un peu éthérée, préfigurant quelque peu les courants psychédéliques qui surviendront plus tard dans la décennie 1960. À noter qu'il s'agit de la première des chansons des Who où l'on entend une partie de cuivres. John Entwistle, bassiste et joueur de cuivres, conte ainsi cette introduction :
« Lorsque nous enregistrions notre premier album et voulions un son un peu différent, Pete a dit à notre manager, Kit Lambert, que je pouvais jouer de la trompette. Il pensait d'abord que Pete plaisantait, mais ensuite a dit qu'il essaierait. Je lui ai montré que je pouvais jouer de la trompette, et à la fin nous utilisâmes le cor d'harmonie. »
La musique décrit une sorte de cycle répétitif ; les paroles semblent traiter d'un amour tout aussi cyclique.